# Mattheus Gansneb Tengnagel

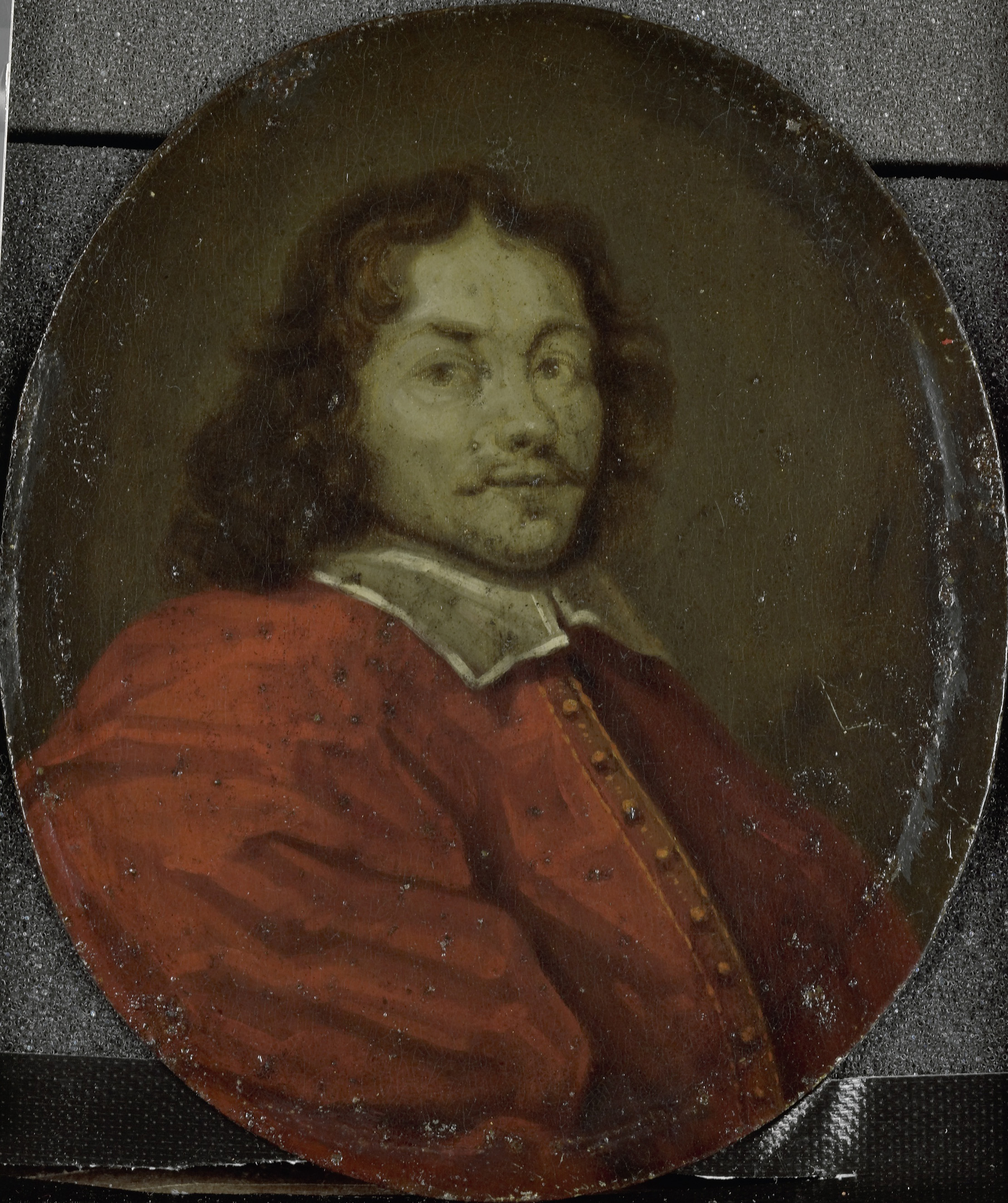
Portret van Mattheus Gansneb Tengnagel door Arnoud van Halen (Rijksmuseum Amsterdam)

Mattheus Gansneb Tengnagel (gedoopt in Amsterdam, 10 januari 1613 – begraven in Amsterdam op 23 april 1652), ook wel Mattheüs of Matthijs genoemd, was een Nederlandse dichter en toneelschrijver, bekend om zijn satirische blik op het Amsterdam van de Gouden Eeuw en berucht om zijn scabreuze en beledigende poēzie. Vooral zijn blijspel Het leven van Konstance: waer af volgt het toneelspel De Spaensche heidin (1643) was populair en werd veelvuldig in de Amsterdamse schouwburg opgevoerd, tot eind 18e eeuw.

## Levensloop
Tengnagel was afkomstig uit het oude adellijke geslacht Gansneb genaamd Tengnagel. Hij was een zoon van de kunstschilder Jan Tengnagel en Meijnsje Simonsdr. Pynas, zuster van de schilders Jan en Jacob Pynas. Tengnagel ging in 1633, op 20-jarige leeftijd, rechten studeren in Leiden maar maakte zijn studie niet af. Waarschijnlijk studeerde hij nauwelijks en verkwistte zijn geld. Mede daarom stelde zijn familie hem, na de dood van zijn vader in 1631, onder curatele van de weeskamer totdat hij in 1638 meerderjarig werd.
In 1639 publiceerde hij onder de schuilnaam Melis Amsterdamsche Mane-schyn en Amsterdamsche Sonne-schyn, twee lange gedichten vol platte humor over de seksuele uitspattingen van Amsterdammers van naam en faam. Kort daarop schreef Jan Zoet een vergelijkbaar gedicht, Grove roffel, waarbij hij suggereerde dat Gansneb Tengnagel de auteur was. Hetzelfde deden Jacob Valcks en Pieter van den Broeck. Hun gedicht St. Nicolaes milde gaven aan d'Amstelse ionckheyt (1639) werd onmiddellijk door de overheid in beslag genomen. Tengnagel, die niets te maken had met dat gedicht, werd gearresteerd en veroordeeld tot een boete van 100 gulden en drie maanden huisarrest. Zoet, Valcks en Van den Broeck gingen vrijuit.
In 1640 verscheen een iets serieuzer werk van zijn hand: Lindebladen, een ode aan Amsterdam, in navolging van Constantijn Huygens' 't Voorhout. In Lindebladen probeert hij zich vrij te pleiten van schuld aan de rel naar aanleiding van Amsterdamsche Mane-schyn en Amsterdamsche Sonne-schyn. Zijn D’onbekende voerman, een hekeldicht op de bestuurders van de Amsterdamse Schouwburg, verscheen pas na zijn dood in druk.
De geest van M.G. Tengnagel in d'andere werelt by de verstorvene poëten (1652), dat in zijn sterfjaar verscheen, werd aan Tengnagel toegeschreven maar was waarschijnlijk niet van zijn hand. Het gedicht beschrijft zijn aankomst in de onderwereld. Veel andere dichters (zoals Hooft en Bredero) blijken ook in de hel te zijn beland en krijgen er in het gedicht flink van langs.

## Familie
Zijn broer Jan Gansneb Tengnagel was baljuw (schout) van Naarden en schreef het treurspel Verwoesting der stad Naarden (1660) over de verwoesting van deze stad in 1572.

## Werken
- Amsteldamsche avondt-wandelingh (1633, onder het pseudoniem J.J. Lustburgh)
- Amsterdamsche mane-schyn (1639)
- Amsterdamsche sonne-schyn (1639)
- Amsterdamsche lindebladen (1640)
- Afgeslagen bloemsel van de Amsterdamsche lindebladen, al wandelende in de zomer opgeleezen, zonder orden bij een verzaemelt, en in den winter uitgegeven (1641)
- Frik in 't veur-huys (1642)
- Het leven van Konstance: waer af volgt het toneelspel De Spaensche heidin (1643)
- D'onbekende voerman van 't Schou-burgh (1652)
- De geest van M.G. Tengnagel in d'andere werelt by de verstorvene poëten (1652)

- Bibliothèque nationale de France: cb12784104x (data)
- Biografisch Portaal: 73049074
- Digitale Bibliotheek voor de Nederlandse Letteren: teng001
- Gemeinsame Normdatei: 133747158
- International Standard Name Identifier: 0000 0001 1701 8424
- Library of Congress Control Number: no2010131995
- Nederlandse Thesaurus van Auteursnamen: 069924376
- Système universitaire de documentation: 190402830
- Virtual International Authority File: 121752270
- WorldCat: E39PBJqKfhykC3KH6yq3bv9FKd